# SV Waldhof Mannheim
A Sportverein Waldhof Mannheim e.V., vagy röviden Waldhof Mannheim egy német labdarúgóklub, melynek székhelye a Baden-Württemberg tartományban fekvő Mannheim városában van. A csapat 2019–20-as szezon óta a német harmadosztályban szerepel. Korábban szerepelt a Bundesligában és a Bundesliga 2-ben is, utóbbi bajnoka is volt.

## Jelenlegi keret
2023. január 15-i állapot szerint.
| #  |     | Poszt | Név                                                    |
| -- | --- | ----- | ------------------------------------------------------ |
| 1  | GER | K     | Morten Behrens (kölcsönben a Darmstadt csapatától)     |
| 2  | GER | V     | Niklas Sommer                                          |
| 3  | GER | V     | Julian Riedel                                          |
| 4  | POL | KP    | Adrian Małachowski                                     |
| 5  | GER | V     | Marcel Seegert ()                                      |
| 6  | GER | KP    | Stefano Russo                                          |
| 7  | GER | KP    | Dominik Kother (kölcsönben a Karlsruher SC csapatától) |
| 8  | GER | KP    | Fridolin Wagner                                        |
| 9  | GER | KP    | Bentley Baxter Bahn                                    |
| 10 | GER | CS    | Pascal Sohm                                            |
| 11 | CRO | CS    | Dominik Martinović                                     |
| 13 | GER | KP    | Marc Schnatterer                                       |
| 15 | GER | V     | Malte Karbstein                                        |
| 16 | GER | V     | Johannes Dörfler (kölcsönben a Paderborn csapatától)   |

| #  |     | Poszt | Név                                                 |
| -- | --- | ----- | --------------------------------------------------- |
| 17 | AZE | CS    | Baris Ekincier                                      |
| 18 | LUX | V     | Laurent Jans                                        |
| 20 | FRA | KP    | Adrien Lebeau                                       |
| 21 | GER | V     | Alexander Rossipal                                  |
| 22 | GER | CS    | Marten Winkler (kölcsönben a Hertha BSC csapatától) |
| 23 | GER | K     | Jan-Christoph Bartels                               |
| 25 | GER | V     | Luca Bolay                                          |
| 27 | GER | V     | Gerrit Gohlke                                       |
| 29 | GER | CS    | Daniel Keita-Ruel                                   |
| 30 | GER | K     | Lucien Hawryluk                                     |
| 31 | GER | CS    | Thomas Pledl                                        |
| 33 | GER | KP    | Berkan Taz                                          |
| 37 | GER | KP    | Marco Höger                                         |

## Eredmények
- Kreisliga Odenwald

Bajnok (2): 1920, 1921
- Bezirksliga Rhein

Bajnok (1): 1924
- Bezirksliga Rhein-Saar

Bajnok  (5): 1928, 1930, 1931, 1932, 1933
- Gauliga Baden

Bajnok  (5): 1934, 1936, 1937, 1940, 1942
- Bundesliga 2

Bajnok (1): 1983
- 2. Oberliga Süd

Bajnok (2): 1958, 1960
- Amateurliga Nordbaden

Bajnok (2: 1971, 1972
- Regionalliga Südwest

Bajnok (2): 2016, 2019
- Baden Cup

Győztes (5): 1998, 1999, 2020, 2021, 2022

## Külső hivatkozások
- Hivatalos honlap Archiválva 2018. január 20-i dátummal a Wayback Machine-ben
- Abseits Guide profil
- Weltfussball profil
- Történelme (németül)